# زي فيتور (لاعب كرة قدم، مواليد 1991)
جوزيه فيتور رودريغوس ريبيرو دا سيلفا(بالبرتغالية: José Vitor Rodrigues Ribeiro da Silva‏) هو لاعب كرة قدم برازيلي في مركز الوسط، ولد في 23 سبتمبر 1991 في ساو جوزية دو ريو بريتو في البرازيل. لعب مع نادي ساو باولو ونادي ساو كايتانو ونادي سلوفان براتيسلافا ونادي شابيكوينسي.

## وصلات خارجية
- خوسيه فيتور رودريغوس ريبيرو دا سيلفا على موقع قاعدة بيانات كرة القدم.إي يو (الإنجليزية)
- خوسيه فيتور رودريغوس ريبيرو دا سيلفا على موقع Soccerway.com (الإنجليزية)
- خوسيه فيتور رودريغوس ريبيرو دا سيلفا على موقع عالم كرة القدم.نت (الإنجليزية)